# Strawberry Fields (mémorial)
Pour les articles homonymes, voir Strawberry Fields.

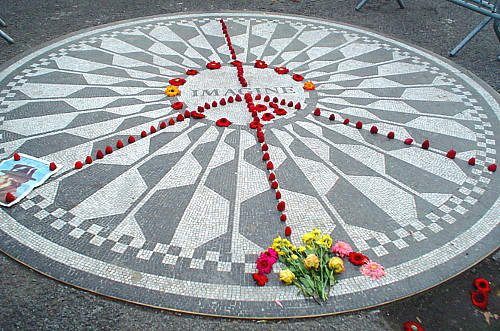
Le mémorial Strawberry Fields.

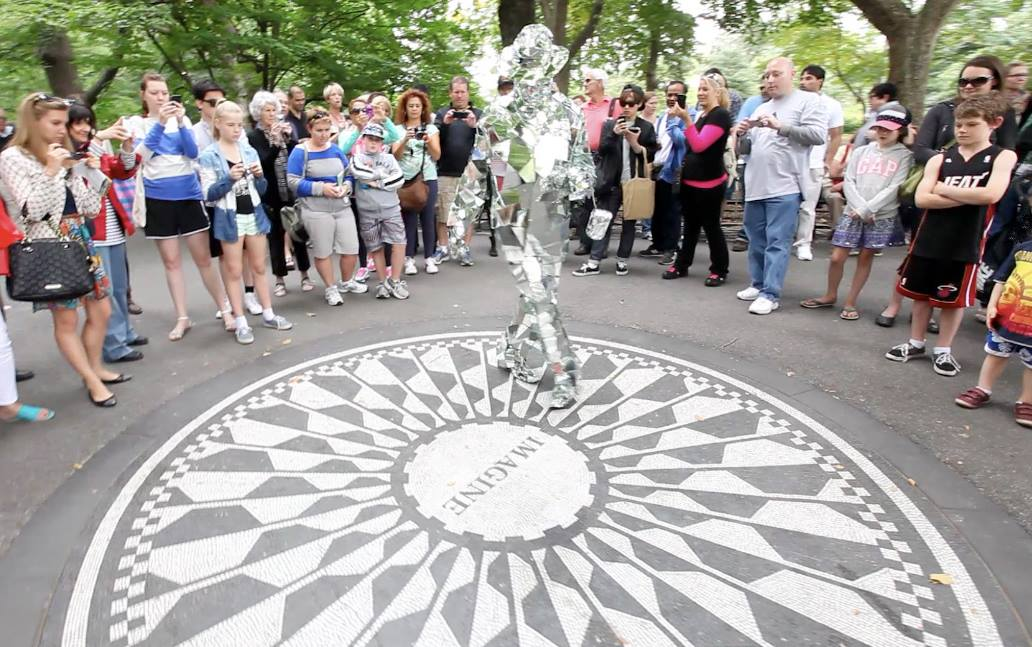
Vue d'ensemble du mémorial.

Le mémorial Strawberry Fields est un monument situé dans Central Park à New York, dédié à la mémoire de l'auteur-compositeur-interprète John Lennon et dont le nom reprend une des chansons, Strawberry Fields Forever (sur l'album des Beatles Magical Mystery Tour, en 1967). Il fut conçu par Bruce Kelly (1948-1993), l'architecte-paysager en chef du Central Park Conservancy. Strawberry Fields fut inauguré le jour du 45e anniversaire de John Lennon, le 9 octobre 1985, en présence de sa veuve Yoko Ono, qui avait pris en charge le projet à hauteur d'un million de dollars.
L'entrée du mémorial se situe sur l'avenue de Central Park West à la hauteur de la 72e rue, juste en face du Dakota Building, où Lennon résidait et devant lequel il fut assassiné le 8 décembre 1980. Le mémorial a la forme d'un triangle dont le cœur est constitué d'un symbole de paix en mosaïque. Celui-ci avait été offert par des artisans de Naples en Italie. Au centre de la mosaïque figure Imagine, le titre de sa plus fameuse chanson. Des bancs, entretenus par le Central Park Conservancy, sont disposés alentour du mémorial en souvenir d'autres personnes. Les fans de Lennon y laissent régulièrement des bougies et des fleurs. Une plaque apposée le long de chemin, au sud-est, liste les pays ayant contribué à la construction du mémorial.
Il n'est pas rare que les fans de John Lennon y déposent des fleurs, bougies en verre et autres objets. À l'anniversaire de Lennon (le 9 octobre) et à la date de sa mort (le 8 décembre), beaucoup de personnes se rassemblent pour chanter et rendre un hommage à cet artiste, parfois jusqu'au bout d'une nuit souvent froide.
Il y a parfois des rassemblements commémoratifs impromptus pour d'autres musiciens, comme Jerry Garcia et George Harrison. D'autres rassemblements ont aussi lieu durant l'été et pour les anniversaires des autres Beatles. Les jours qui ont suivi les attentats du 11 septembre 2001, il y eut des veilles de bougie au « Imagine Circle » en souvenir des gens tués au World Trade Center, à Shanksville (Pennsylvanie), et au Pentagone.
Parmi les fans décorant le mémorial, l'un des plus célèbres était Gary dos Santos, qui occupa le site pendant une vingtaine d'années jusqu'à son décès le 25 novembre 2013. Il vivait des dons que lui faisaient les touristes pour son travail, et pour le monologue de trois minutes qu'il leur tenait, dans lequel il présentait son travail et racontait la vie de Lennon et de sa famille. Il fut le sujet d'un film documentaire, The Mayor of Strawberry Fields, réalisé par Torre Catalano.